# バウンダリー郡 (アイダホ州)
座標: 北緯48度47分 西経116度27分 / 北緯48.79度 西経116.45度
バウンダリー郡（英: Boundary County）は、アメリカ合衆国アイダホ州の最北部に位置する郡である。2010年国勢調査での人口は10,972人である。郡庁所在地はボナーズフェリー（人口2,543人）であり、同郡では人口最大の都市である。
バウンダリー郡は1915年1月23日にアイダホ州議会によって創設された。郡名はカナダとの国境にあることから採用された。南に隣接するボナー郡から分離して作られた。

## 地理
アメリカ合衆国国勢調査局に拠れば、郡域全面積は1278.21平方マイル (3,310.5 km2)であり、このうち陸地は1268.81平方マイル (3,286.2 km2)、水域は9.40平方マイル (24.3 km2)で水域率は0.74％である。

### 隣接する郡
- リンカーン郡 (モンタナ州) - 東
- ボナー郡 - 南
- ポンダレイ郡 (ワシントン州) - 西
- カナダ、ブリティッシュコロンビア州、セントラル・クートニー地域 - 北

### 国立保護地域
- パシフィックノースウェスト国立自然景観道（部分）
- カニクス国立の森（部分）
- クートニー国立の森（部分）
- クートニー国立野生生物保護区

## 交通

### 高規格道路
- - アメリカ国道2号線
- - アメリカ国道95号線
- - アイダホ州道1号線

### 空港
バウンダリー郡空港は、ボナーズフェリーの中心業務地区の北西2海里 (3.7 km) にある郡所有の公共用空港である。

## 歴史
バウンダリー郡は1915年1月23日にボナー郡とクートニー郡の一部を合わせて設立された。カナダとの国境、ワシントン州とモンタナ州との州境にあることから郡名が付けられた。

## 人口動態
以下は2000年の国勢調査による人口統計データである。
| 基礎データ - 人口: 9,871人 - 世帯数: 3,707 世帯 - 家族数: 2,698 家族 - 人口密度: 3人/km2（8人/mi2） - 住居数: 4,095軒 - 住居密度: 1軒/km2（3/mi2） 人種別人口構成 - 白人: 95.24% - アフリカン・アメリカン: 0.16% - ネイティブ・アメリカン: 2.02% - アジア人: 0.58% - 太平洋諸島系: 0.07% - その他の人種: 0.86% - 混血: 1.07% - ヒスパニック・ラテン系: 3.39% 先祖による構成 - ドイツ系：21.4％ - アメリカ人：12.9％ - イギリス系：12.7％ - アイルランド系：9.9％ - ノルウェー人：6.4％ 年齢別人口構成 - 18歳未満: 29.2% - 18-24歳: 6.9% - 25-44歳: 24.4% - 45-64歳: 26.2% - 65歳以上: 13.4% - 年齢の中央値: 38歳 - 性比（女性100人あたり男性の人口） - 総人口: 101.4 - 18歳以上: 100.6 | 世帯と家族（対世帯数） - 18歳未満の子供がいる: 34.1% - 結婚・同居している夫婦: 61.4% - 未婚・離婚・死別女性が世帯主: 7.5% - 非家族世帯: 27.2% - 単身世帯: 23.1% - 65歳以上の老人1人暮らし: 8.5% - 平均構成人数 - 世帯: 2.61人 - 家族: 3.07人 収入と家計 - 収入の中央値 - 世帯: 31,250米ドル - 家族: 36,440米ドル - 性別 - 男性: 31,209米ドル - 女性: 18,682米ドル - 人口1人あたり収入: 14,636米ドル - 貧困線以下 - 対人口: 20.0% - 対家族数: 11.5% - 18歳未満: 19.5% - 65歳以上: 11.4% |

## 都市と町

### 都市
- ボナーズフェリー - 郡庁所在地
- モイエスプリングス

### 未編入の町
- コープランド
- ネイプルズ
- ポートヒル
- イーストポート